# Callulops comptus
Espèce
Synonymes
- Phynomantis humicola comptus Zweifel, 1972

Statut de conservation UICN

 LC  : Préoccupation mineure
Callulops comptus est une espèce d'amphibiens de la famille des Microhylidae.

## Répartition
Cette espèce est endémique de la province des Hautes-Terres occidentales en Papouasie-Nouvelle-Guinée. Elle est présente entre 2 200 et 2 500 m d'altitude,.

## Habitat et écologie
Callulops comptus vit dans les forêts de montagne humides, souvent dans la litière de feuilles ou sous des troncs en décomposition. C’est une espèce terrestre, discrète et principalement nocturne, comme beaucoup de représentants de son genre.  
Elle se reproduit probablement par développement direct, les têtards étant absents et les jeunes émergeant directement des œufs, un mode de reproduction caractéristique de plusieurs microhylidés.

## Statut de conservation
L’espèce est classée en « Préoccupation mineure » (Least Concern) par l’UICN car elle possède une aire de répartition relativement stable et aucune menace majeure immédiate n’a été identifiée. Toutefois, comme pour de nombreuses espèces endémiques des hautes terres de Papouasie-Nouvelle-Guinée, la déforestation locale et les modifications de l’habitat pourraient représenter des risques à long terme.

## Publication originale
- Zweifel, 1972 : Results of the Archbold Expeditions No. 97. A revision of the frogs of the subfamily Asterophryinae, family Microhylidae. Bulletin of the American Museum of Natural History, vol. 148, p. 411-546 (texte intégral).